# Hans Albert Ebbecke
Hans Albert Ebbecke (* 8. März 1893 in Gengenbach; † 15. Mai 1973 in Wiesloch) war ein deutscher Musiker.

## Leben
Hans Albert Ebbecke wurde als Sohn des von 1887 bis 1897 in Gengenbach als Pfarrer tätigen Albert Ebbecke und dessen Frau Anna geb. Vollbrecht geboren. Er studierte in Tübingen und Heidelberg Literaturwissenschaft und trat zu dieser Zeit bereits als Sänger in Konzerten in verschiedenen Großstädten Deutschlands auf. Seit 1912 gehörte er der Verbindung Normannia Tübingen (1934–1935 Burschenschaft Normannia Tübingen in der DB). Im Ersten Weltkrieg erlitt er 1917 bei Verdun durch Granatsplitter eine schwere Verletzung im Gesicht, die zur Blindheit führte. Ihm wurde kurz danach das Eiserne Kreuz Erster Klasse verliehen. 1921 promovierte er über „Die Anfangsverse im Volkslied“ an der Philosophischen Fakultät der Universität Heidelberg über die typischen und formelhaften Elemente in Liedanfängen. Wegen seiner Erblindung entschloss er sich, Musiker zu werden und eignete sich ein großes Liedrepertoire an, das er nach seiner Promotion auf seinen Konzertreisen durch Deutschland, Österreich, die Schweiz und das Elsass mit eigener Lautenbegleitung präsentierte.
Für das Beka-Etikett des Lindström-Konzerns nahm er in Berlin am 28. November 1922 zehn Plattenseiten mit Liedern zur Laute auf.
Seine Lieder sang er auch vor dem Mikrophon des noch jungen Unterhaltungsrundfunks.
Zu einem der beliebtesten Lieder, die er vortrug, avancierte „Der Brusler Dorscht“, den Otto Oppenheimer 1901 auf die Melodie des „Kreuzfidelen Kupferschmiedes“ gedichtet hatte und der in einigen Orten, in denen Ebbecke auftrat, nachgedichtet wurde, beispielsweise in Wolfach und Petershausen. Er vertrieb auch selbst herausgegebene Liederbücher. In Heidelberg betrieb er die staatliche Lotterie-Einnahme. Zwölf Jahre lang war er Vorsitzender des Verbandes freischaffender blinder Künstler.

## Publikationen
- Hans Ebbecke (Hrsg.): Lieder zur Laute mit Wort und Weise und Lautensatz. Stuttgart 1921.

## Tondokumente
10 Titel bei Beka, aufgenommen in Berlin am 28. November 1922.
- B.3719  (mx. 31 936) I hab’ mei Gitarr do. Musikantenlied
- B.3720  (mx. 31 937) Ich habe mein Feinsliebchen. Liebeslied
- B.3720  (mx. 31 938) Auf jeder Seite drei (Dr. Hans Ebbecke)
- B.3719  (mx. 31 939) Holderstrauch. Schwäbisches Volkslied
- B.3721  (mx. 31 940) Mädel, heirat’ mich. Gesellen-Wanderlied
- B.3721  (mx. 31 941) Maiteli hürot mi. Schweizerlied
- B.3722  (mx. 31 942) Vom Wasser und vom Wein. Scherzhaftes Kampflied 1530
- B.3722  (mx. 31 943) Brusler Dorscht (O. Oppenheimer)[6]
- B.3723  (mx. 31 944) Die bayrische Artillerie. Soldatenlied (A. De Nora)
- B.3723  (mx. 31 945) Die Schlacht bei Sankt Privat. Spottlied aus Sachsen.